# Шишкин, Павел Емельянович
Па́вел Емелья́нович Ши́шкин (21 ноября 1916, Старая Ведуга, Землянский уезд, Воронежская губерния, Российская империя — 18 февраля 1994, Витебск, Белоруссия) — советский военнослужащий, майор, командир батареи 492-го миномётного полка (38-я армия, Воронежский фронт). Герой Советского Союза.

## Биография
Родился 21 ноября 1916 года в селе Старая Ведуга Землянского уезда в крестьянской семье. После окончания семилетней школы работал радистом-электросигнальщиком на Воронежском заводе «Электросигнал». В 1937 году Ведугским райвоенкоматом был призван в ряды РККА. Участвовал в советско-финской войне 1939—1940 годов. В 1941 году окончил Лепельское миномётное училище. В Великой Отечественной войне участвовал с первых дней.
Командир 6-й батареи 492-го миномётного полка лейтенант Павел Шишкин особо отличился в боях за Днепр. 6-я батарея под его командованием наносила уничтожающий огонь по живой силе и огневым точкам противника, создавая условия для форсирования Днепра. 2 октября 1943 года батарея под сильным артиллерийско-миномётным огнём противника форсировала Днепр в районе юго-западнее Сваромье, в числе первых артиллерийских подразделений заняла боевой порядок на западном берегу Днепра, сохранив в боевом состоянии всю материальную часть, конский и личный состав. 3—5 октября батарея лейтенанта Павла Шишкина отражала яростные контратаки противника, уничтожив 1 миномётную батарею, 7 станковых пулемётов, 16 повозок с грузами и до 300 солдат и офицеров противника. За первые три дня боёв на правом берегу Днепра батарея лейтенанта Шишкина совместно с пехотой отбила 7 контратак противника.
Указом Президиума Верховного Совета СССР «О присвоении звания Героя Советского Союза генералам, офицерскому, сержантскому и рядовому составу Красной Армии» от 10 января 1944 года за «образцовое выполнение боевых заданий командования на фронте борьбы с немецкими захватчиками и проявленные при этом отвагу и геройство» лейтенанту Шишкину Павлу Емельяновичу присвоено звание Героя Советского Союза с вручением ордена Ленина и медали «Золотая Звезда».
После войны продолжил службу в армии. В 1955 году окончил курсы усовершенствования офицерского состава. В 1956 году в звании майора ушёл в запас. Жил в городе Витебске. Работал диспетчером на заводе электро-измерительных приборов.

## Награды
- Медаль «Золотая Звезда» (10.01.1944)[2][4];
- орден Ленина (10.01.1944);
- орден Александра Невского (13.02.1945)[5];
- два ордена Отечественной войны I степени (06.07.1944[6]; 11.03.1985[7]);
- орден Отечественной войны II степени (15.10.1943)[8];
- орден Красной Звезды;
- медали.

## Память
На здании средней школы в селе Старая Ведуга установлена мемориальная доска.